# 1. florbalová liga mužů 2020/2021
1. florbalová liga mužů 2020/2021 byla 28. ročníkem druhé nejvyšší mužské florbalové soutěže v Česku.
Základní část soutěže hrálo 14 týmů dvakrát každý s každým od 5. září 2020. Do play-off mělo postoupit prvních deset týmů. Poslední čtyři týmy měly hrát play-down o sestup.
Pro pokračující pandemii covidu-19 v Česku byly již od začátku sezóny byly některé zápasy odkládány z důvodu karantén jednotlivých týmů. Od 12. října 2020 byly všechny soutěže rozhodnutím vlády přerušeny. 1. liga k měla k tomuto datu odehráno sedm neúplných kol.
Během přerušení bylo rozhodnuto, že pro dohrání pozastavené sezóny je nutné ji obnovit do poloviny března. Protože liga nebyla do tohoto termínu obnovena, nebylo tedy v tomto ročníku, stejně jako v minulém, možné určit postupující ani sestupující.
Poté, co bylo v listopadu umožněno obnovení zápasů nejvyšší soutěže, odešlo mnoho hráčů 1. ligy na dočasné hostování do superligových týmů.
Z důvodu předčasného ukončení předchozího ročníku soutěže v něm žádný tým nesestoupil ani nepostoupil. Jediná změna mezi týmy hrajícími 1. ligu tak bylo pro sezónu 2020/2021 vyměnění soutěže mezi týmy 1. FBK Rožnov p/R a FBC Letka Toman Finance Group z Národní ligy. Letka se dostala do 1. ligy poprvé.
Po zkušenostech s přerušením soutěže v předchozí sezóně byla rozšířena pravidla fungování soutěže. Ta mimo jiné umožnila případně prodloužit sezónu až do 6. června 2021. Bylo by také možné určit postupující a sestupující i v případě, že by sezóna sice nebyla dohrána do konce, ale bylo odehráno alespoň 50 % zápasů základní části. Ani tato kritéria se nepodařilo naplnit.
V této sezóně se v 1. lize testovala nová pravidla IFF týkající se zahájení hry po odloženém vyloučení a možnosti hrát míček nohou.

## Základní část
Tabulka k okamžiku přerušení soutěže 12. října 2020, po neúplných sedmi odehraných kolech.
| Poř. | Tým                             | Z | V | VP | PP | P | VG | OG | B  |
| ---- | ------------------------------- | - | - | -- | -- | - | -- | -- | -- |
| 1.   | FB Hurrican Karlovy Vary        | 7 | 5 | 1  | 0  | 1 | 46 | 33 | 17 |
| 2.   | Florbal Ústí                    | 5 | 4 | 1  | 0  | 0 | 38 | 20 | 14 |
| 3.   | Sokol Brno I EMKOCase Gullivers | 7 | 3 | 1  | 0  | 3 | 34 | 42 | 11 |
| 4.   | TJ Znojmo LAUFEN CZ             | 7 | 2 | 1  | 2  | 2 | 37 | 42 | 10 |
| 5.   | Bulldogs Brno                   | 4 | 3 | 0  | 0  | 1 | 28 | 13 | 9  |
| 6.   | FBC Štíři Č. Budějovice         | 7 | 3 | 0  | 0  | 4 | 48 | 46 | 9  |
| 7.   | FBC Letka Toman Finance Group   | 5 | 3 | 0  | 0  | 2 | 33 | 34 | 9  |
| 8.   | Kanonýři Kladno                 | 3 | 2 | 0  | 0  | 1 | 15 | 11 | 6  |
| 9.   | Torpedo Exelsior Havířov        | 4 | 2 | 0  | 0  | 2 | 27 | 25 | 6  |
| 10.  | Z.F.K. Petrovice                | 5 | 2 | 0  | 0  | 3 | 25 | 24 | 6  |
| 11.  | FAT PIPE Start98 Kunratice      | 6 | 2 | 0  | 0  | 4 | 36 | 47 | 6  |
| 12.  | TJ Slovan Havířov               | 6 | 0 | 2  | 1  | 3 | 30 | 40 | 5  |
| 13.  | TJ Sokol Jaroměř                | 7 | 1 | 0  | 2  | 4 | 31 | 45 | 5  |
| 14.  | DDQ Florbal Chomutov            | 5 | 1 | 0  | 1  | 3 | 30 | 36 | 4  |